# 渋谷アクシュ
渋谷アクシュ（しぶやアクシュ、英語: SHIBUYA AXSH）は、東京都渋谷区渋谷二丁目にある複合施設。

## 概要
渋谷ヒカリエの隣接地に存在していたビル4棟（シオノギ渋谷ビル、渋谷アイビスビル、渋谷東宝ビル、太陽生命渋谷ビル）を解体して一体的に開発した。
建設地である渋谷東口エリアは坂道の中腹にあるとともに、既存の建物や宮益坂、明治通り、青山通りといった幹線道路に囲まれているため、周辺エリアとの円滑な回遊が妨げられており、賑わいが欠如していた。渋谷アクシュは、そんな渋谷東口エリアの利便性・回遊性の向上や新たなにぎわいの創出を目指して建設された。
施設名の「アクシュ（AXSH）」には、青山（AOYAMA）と渋谷（SHIBUYA）が交差（X）し、多種多様な人々が行き交う場所で交流を誘発する施設になっていきたいという思いと、あいさつや友好を示す「握手」の意味を掛け合わせ、異なる人々や文化がつながり、交じり合い、そこから新たな価値が生まれていく様子を表現している。
渋谷アクシュの誕生で渋谷駅から渋谷ヒカリエ、渋谷クロスタワーを屋根付きのデッキで連絡して、坂道を上ることなく、雨や暑さを気にせず通れるようになった。

## 室内空間の洗練されたデザイン[5]
渋谷アクシュではCMF+P（Color＝色､Material＝素材､Finish＝質感　Pattern＝柄をプラス）と空間のデザインに先進の設計を見ることができる。
１Fから２Fへの吹き抜け、アトリウムを中心に商業施設が展開する。木材と植栽がふんだんに使用されており、安らぎある空間が広がる。吹き抜けの垂直方向や、床・天井の水平面に多種多様なマテリアルが採用されている。左官仕上げの塗り壁、ライトブラウンの木目など空間演出には抜かりない。
3Fへ進むと、天井には波打った水面を連想させる凹凸のあるミラー素材が貼られており、空間を広く見せる効果がある。
またエスカレーター横には積層の石材、上りきった正面にはダークグリーンの大理石が施されている。このような希少な石材もオフィスエリアの高級感の演出に寄与しているのである。

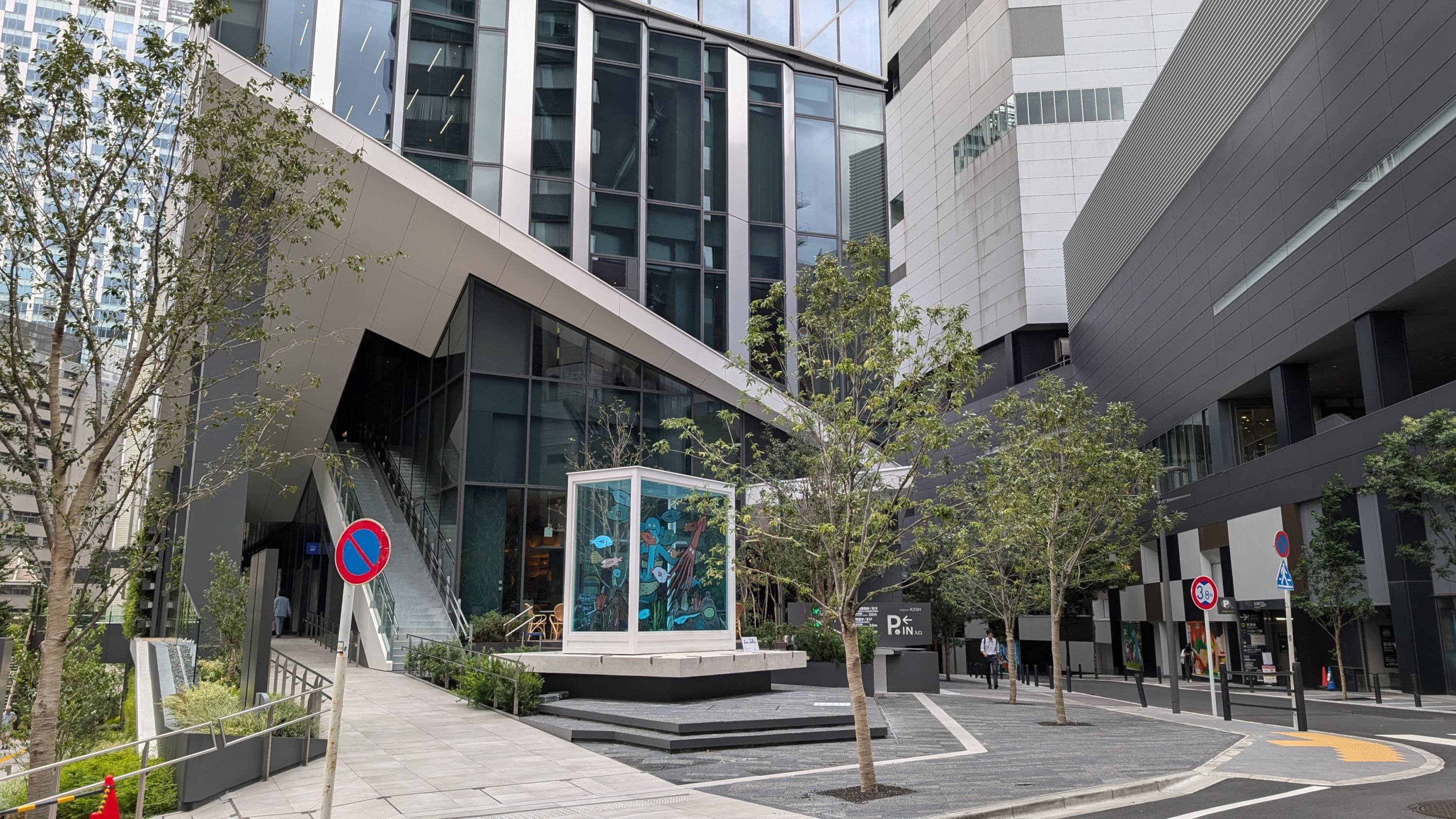
青山通り側のエントランス「AOスポット」
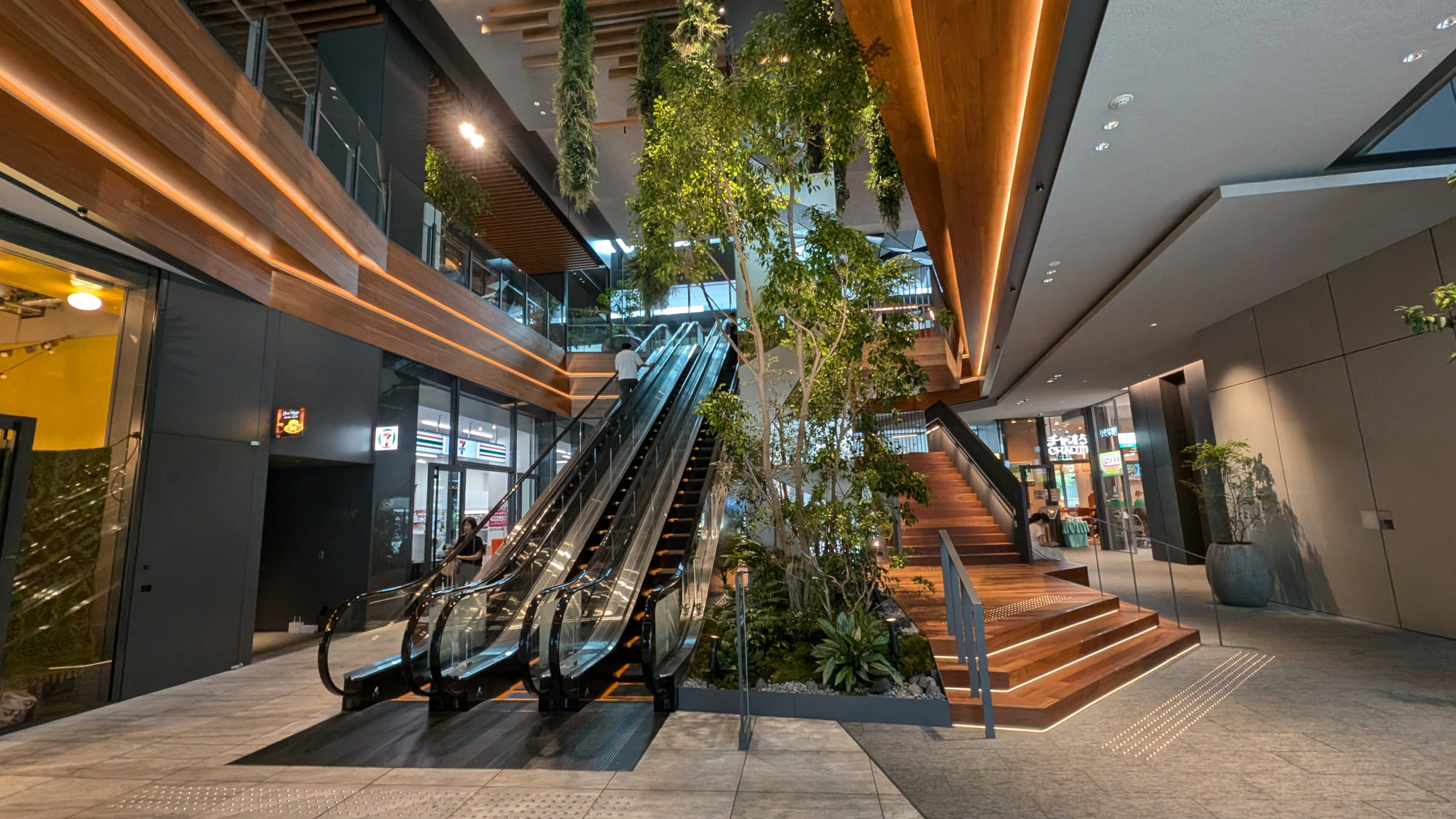
1Fのエスカレーター前
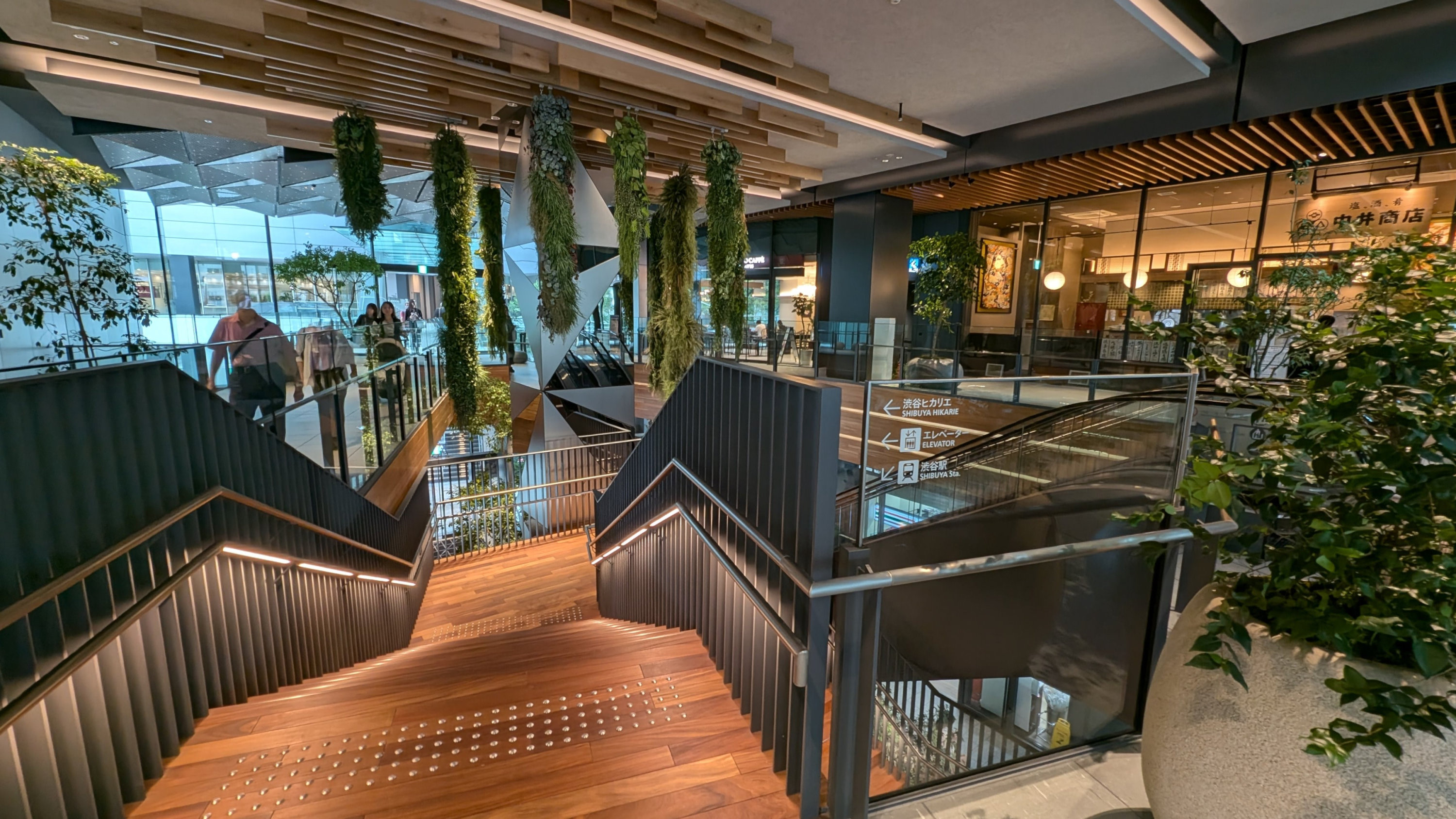
2F 天井に配置された「垂直庭園」
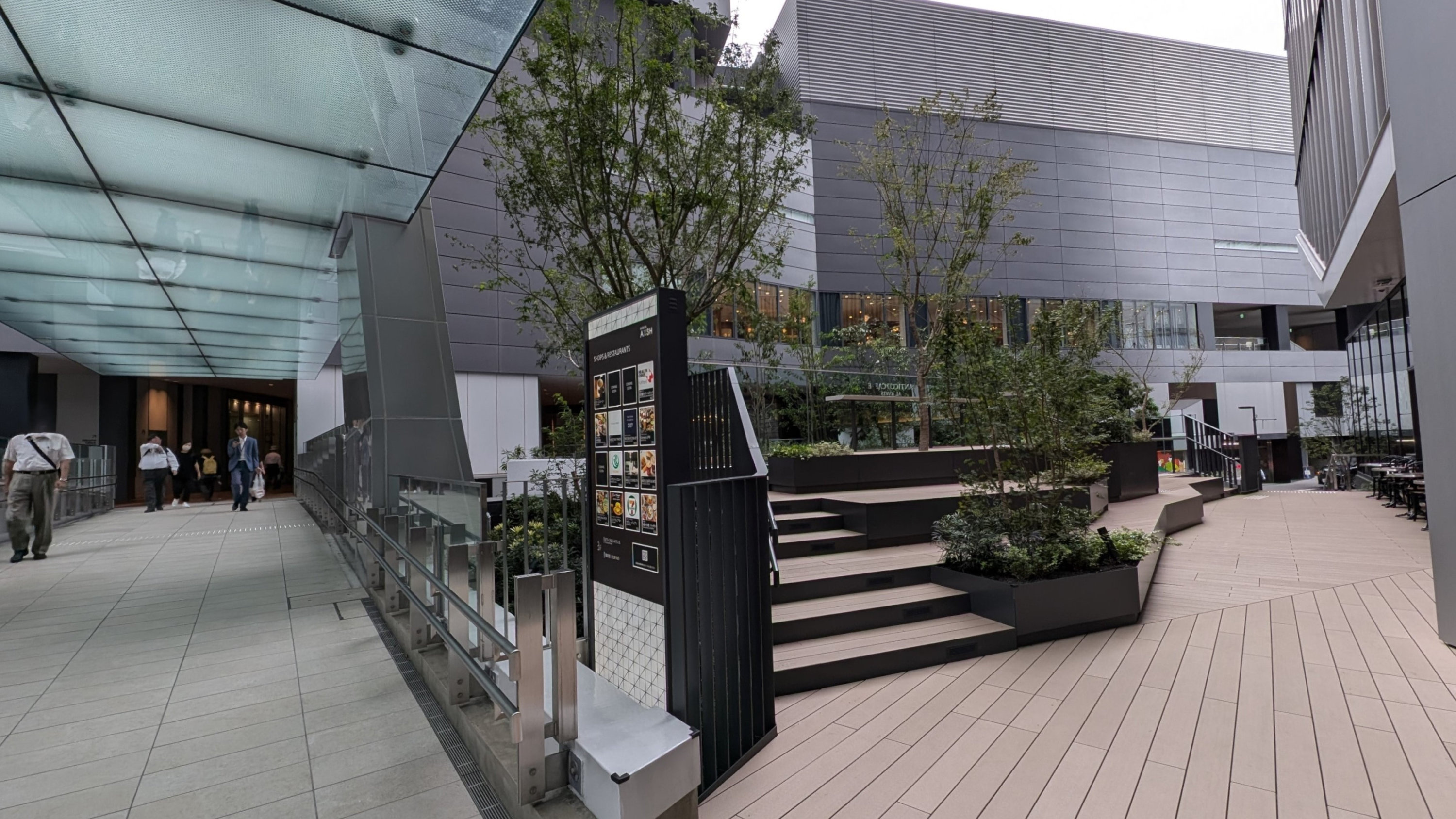
渋谷ヒカリエとの連絡通路
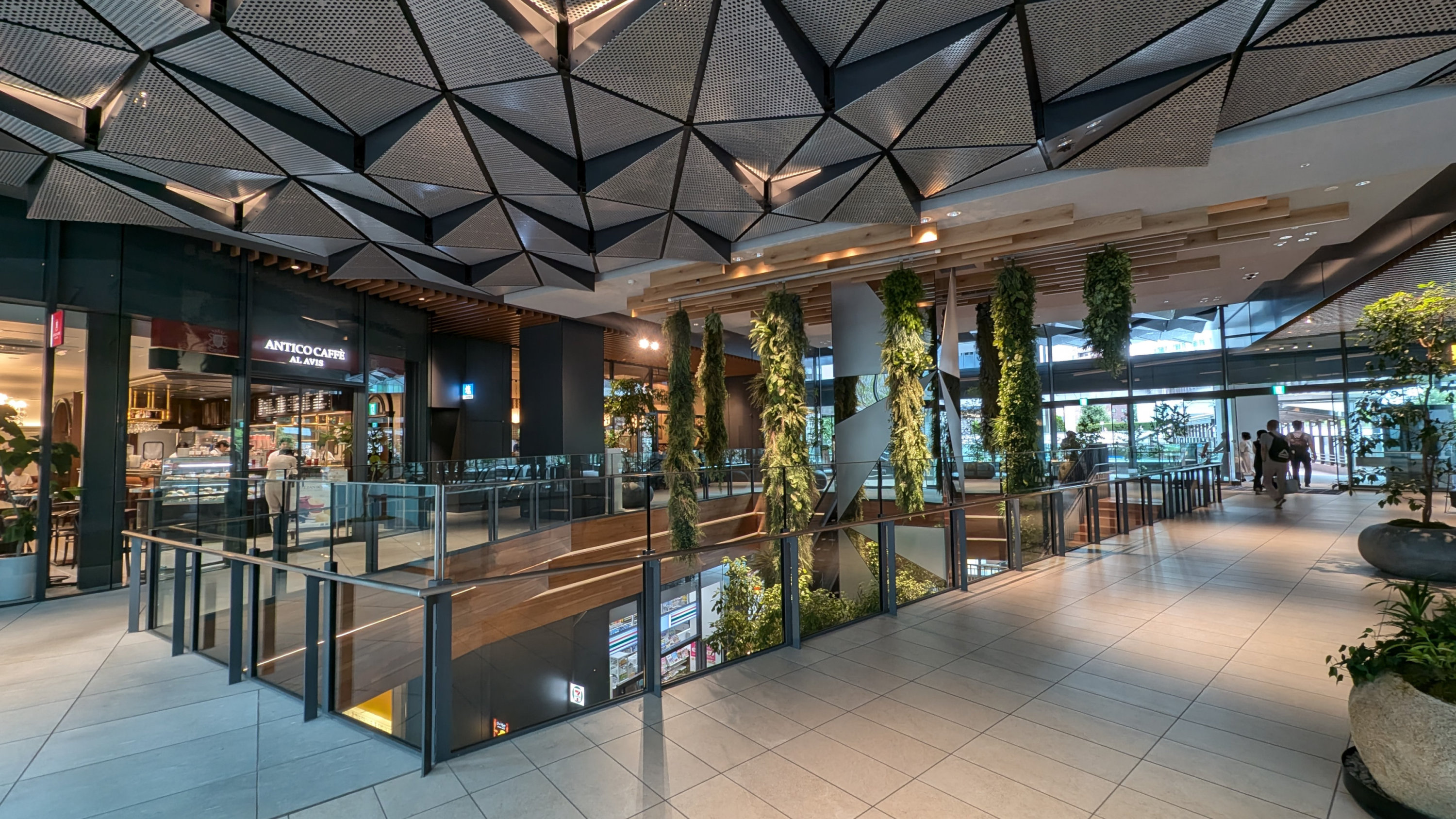
2FのANTICO CAFFE AL AVIS前
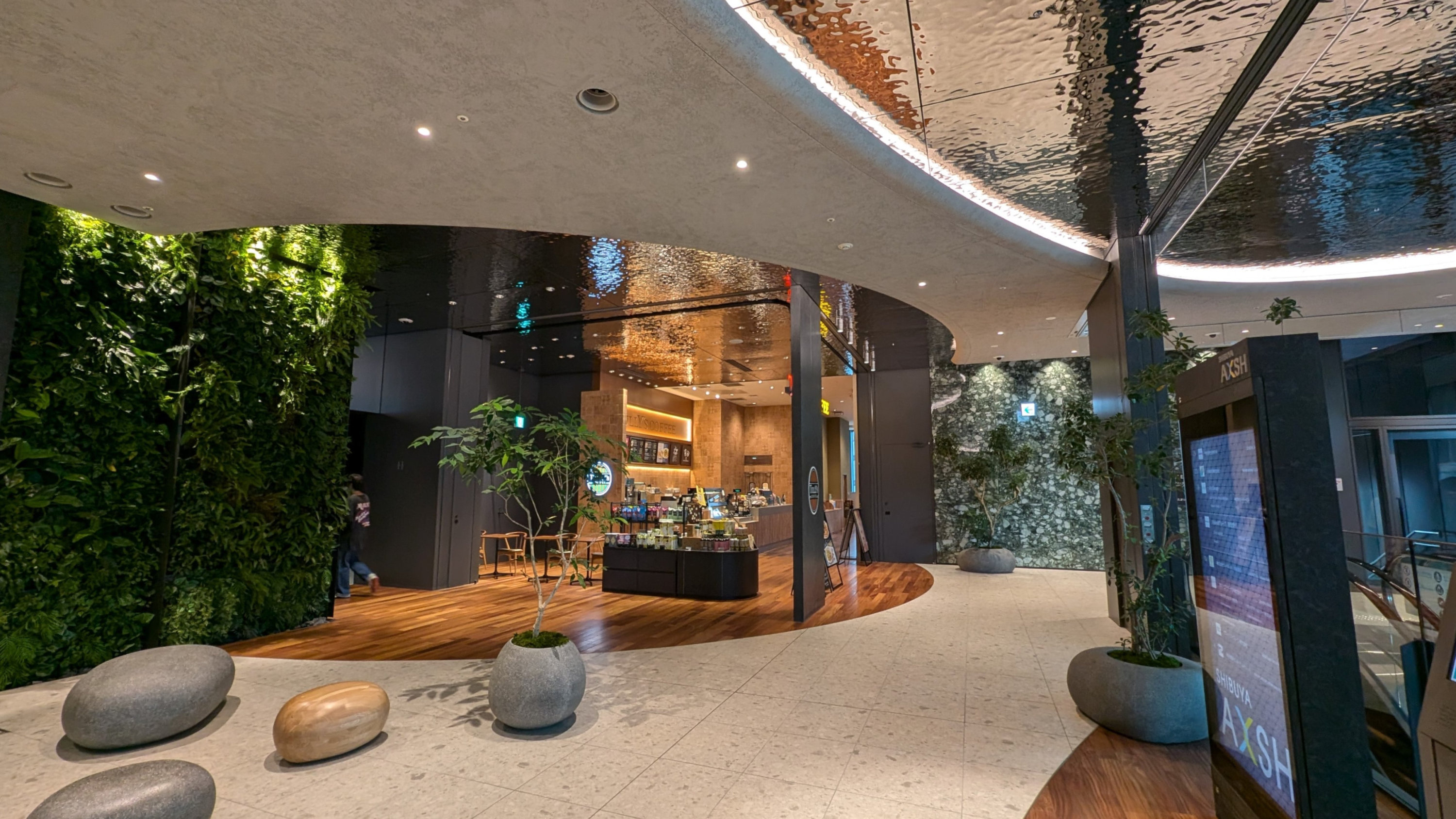
3F TULLY'S COFFEE
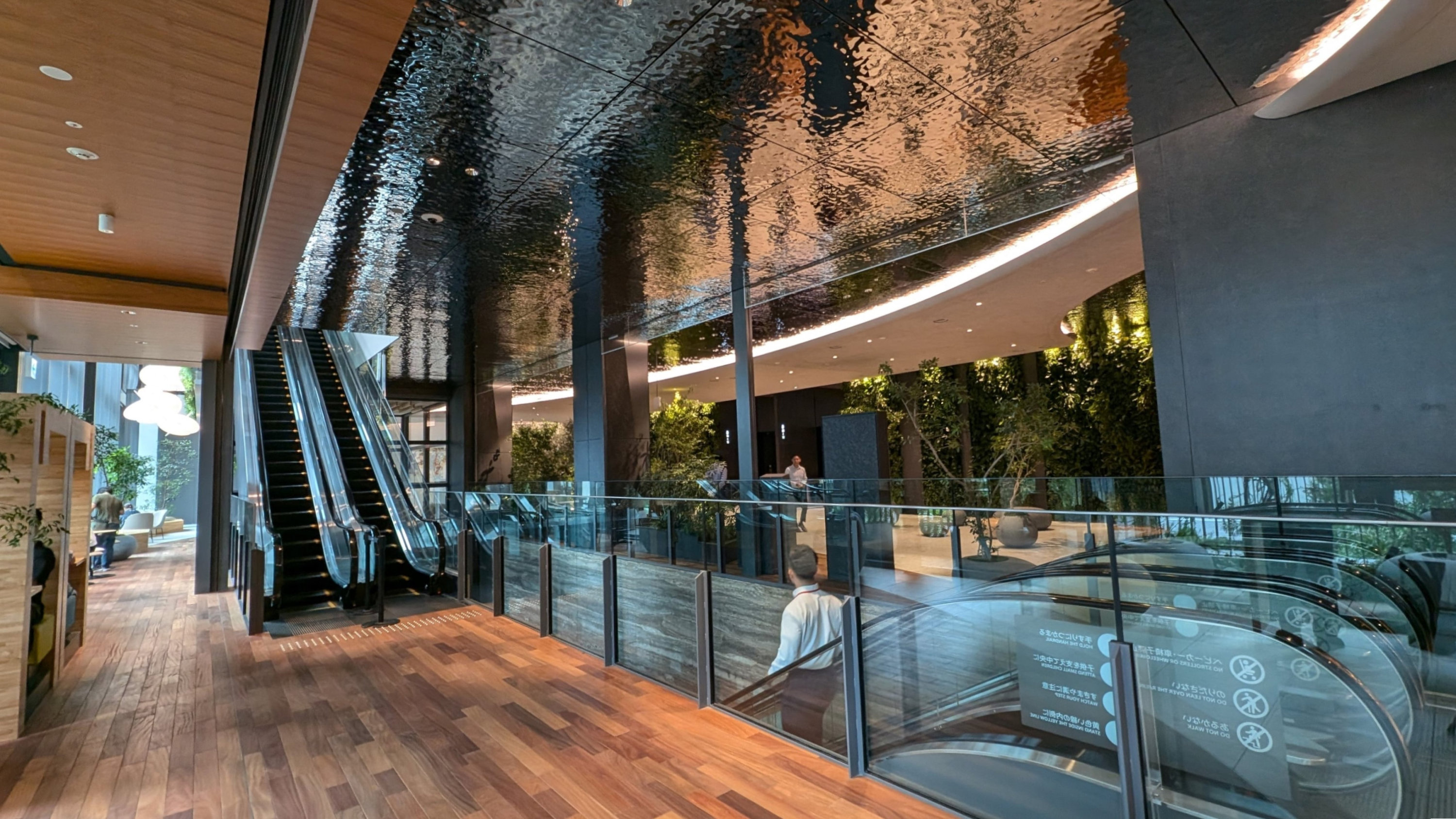
天井には凹凸のあるミラー素材を使用
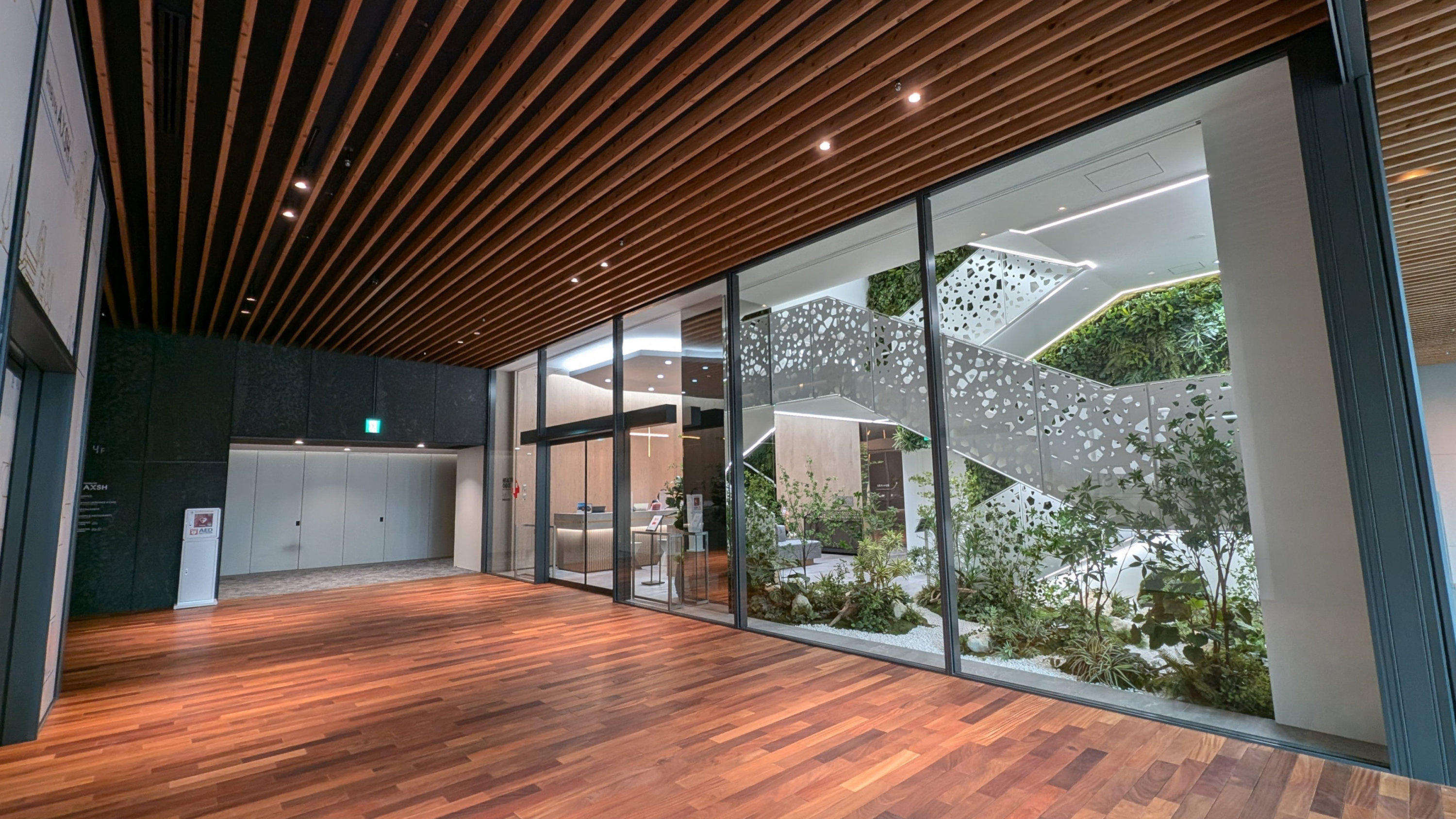
4F 総合健診センターヘルチェック